# Cratere Valga
Valga  è un cratere sulla superficie di Marte.